# Annick Thoumazeau
Annick Thoumazeau, nota anche come Annick (Fréjus, 1960), è una cantante francese.
Ha rappresentato la Francia nell'Eurovision Song Contest 1984, con la canzone "Autant d'amoureux que d'étoiles", e ha ottenuto l'ottavo posto su diciannove, con sessantuno punti.